# Nitrosomonas mobilis
Nitrosomonas mobilis ist eine Bakterienart der Gattung Nitrosomonas. Es handelt sich um eine nitrifizierende Bakterienart, die im Stoffwechsel Ammoniak (NH3) zu Nitrit (NO2−) oxidiert und hierdurch Energie gewinnt.

## Merkmale
Die Zellen sind meist kugelförmig in Größen von 1,5 X 1,7 Mikrometer. Gelegentlich treten sie auch stäbchenförmig auf mit 1,5–1,7 X 1,7–2,5 Mikrometer.
Die Art ist wie alle Bakterien der Gruppe der Proteobacteria gramnegativ. Nitrosomonas mobilis ist aerob, das Bakterium benötigt Sauerstoff. Die Art kann, im Gegensatz zu einigen Arten der Gattung, Harnstoff nicht als Ammoniumquelle nutzen. Nitrosomonas mobilis ist, wie alle Mitglieder der Familie der Nitrosomonadaceae, chemolithoautotroph, d. h., es werden anorganische Elektronendonatoren (Ammoniak) zur Energiegewinnung angewendet, die Art ist nicht auf organische Energie- und Kohlenstoffquellen angewiesen.
Nitrosomonas mobilis wurde in Abwasserbehandlungsanlagen und in der Nordsee gefunden.

## Stoffwechsel
Nitrosomonas mobilis zählt, wie alle Nitrosomonadaceae zu den Nitrifizierern. Der Stoffwechsel beruht auf der Nitrifikation, es wird Ammoniak (NH3) zu Nitrit (NO2−) oxidiert.
Hierbei werden durch die Oxidation von Ammoniak Elektronen in eine Elektronentransportkette gebracht. Es wird eine protonenmotorische Kraft erzeugt, wodurch schließlich ATP gebildet wird. Für die Kohlenstofffixierung nutzen die nitrifizierenden Bakterien den Calvin-Zyklus, der auch bei der Photosynthese der Pflanzen genutzt wird.
Die Nitrifikation ist ein wichtiger Bestandteil des Stickstoffkreislaufes der Erde.

## Systematik
Nitrosomonas mobilis wurde 1976 von H. P. Koops et al. beschrieben, ist aber kein valide publiziertes Taxon. Die Anerkennung der Art steht noch unter Diskussion.